# Mederův dům
Mederův dům (také přezdívaný jako Medardův dům) je původně středověký dům ve městě Žatec v okrese Louny v Ústeckém kraji. Dům, který se nachází v centru městské památkové rezervace Žatec, vyhlášené v roce 1961, je chráněn jako kulturní památka ČR. Než v roce 2020 prošel rozsáhlou rekonstrukcí, patřil k nejzdevastovanějším památkám v Žatci. Od roku 2021 je přístupný veřejnosti. Nacházejí se zde stálé expozice a zároveň slouží jako kulturní centrum.

## Historie
První písemná zmínka o domu je z roku 1564, kdy dům vlastnila Regina Bříšková. Prokazatelně se jedná o mnohem starší gotickou stavbu, pravděpodobně ze 14. století, která byla barokně upravena v 18. století. Dům tak patří mezi první příklady městského středověkého stavitelství v Čechách. Dochovalo se zde několik historických stavebních prvků např. terakotový gotický portál z vypalovaných tvarovek. Podobných staveb je v ČR jen zhruba dvacet až třicet.
Dům, který se nachází na náměstí v Žatci, dříve nazývaném Floriánském náměstí, nyní Náměstí 5. května, postupně měnil majitele od bohatých měšťanů po běžné obyvatele, kteří již neměli finanční prostředky na jeho opravu, což bylo důvodem zachování středověké dispozice. V roce 1919 dům koupila německá rodina Mederových, po níž dům získal své jméno. Za první republiky byly v domě pořádané prohlídky pro zvídavé návštěvníky. Za 2. světové války začalo do domu zatékat a kvůli nedostatku prostředků a materiálu během válečný a poválečných let nebylo možné dům opravit. Na konci 50. let kdy byl dům prohlášen kulturní památkou, byl již značně zchátralý. Dobroslav Líbal ze Státního ústavu pro rekonstrukci památkových měst a objektů v Praze v roce 1955 dům popsal jako:„Jednoposchoďový dům o třech okenních osách daleko od sebe rozhozených, fasáda hladká, v přízemí částečně šikmá přizdívka, střecha rovnoběžná s ulicí. Přízemek má dosud prosté trámové stropy, dva gotické sklepy jsou pod předním traktem, do ulice s původním širokým schodištěm ploše zaklenutým. Budova jest v jádře gotická i v prvním poschodí, přestavěná zejména po žateckých požárech v 18. století.“ Přestože tehdy stav domu řešila památková komise, žádné reálné kroky pro jeho záchranu nebyly učiněny. Dům tak postupně chátral.
Na začátku 80. let se zřítily krovy a střecha a z domu zůstalo jen obvodové zdivo. Změna nastala až v září 2016, kdy vznikl Spolek Mederova domu, který si dal za cíl zchátralý dům zachránit a zpřístupnit pro veřejnost. V roce 2019 započaly stavební práce na záchraně domu, což bylo financováno z prostředků Ministerstva pro místní rozvoj, za spoluúčasti spolku. Část peněz darovali patrioti, místní firmy i žatečtí chmelaři. Stavební práce byly dokončeny v roce 2020, i přestože během nich došlo ke komplikacím, když se například zřítila část sklepní klenby. Při rekonstrukci byly v domě objeveny čtyři mince z 16. a 17. století a kosti malého zvířete. Pravděpodobně šlo o obětinu, která měla přinést domu a jeho obyvatelům štěstí. Nejstarší mince byla datována 1569 a nejmladší byla z roku 1645. Celková částka za rekonstrukci se vyšplhala na 24 milionů korun. Záchranu domu ocenil Národní památkový ústav, udělením ceny Patrimonium pro futuro, v kategorii Záchrana památky. Mederův se také umístil na druhém místě v soutěži Památka roku 2020.

## Přístup
Od roku 2021 je dům přístupný při městských akcích. Od 5. června 2022 je trvale otevřený veřejnosti. Přízemí domu je věnováno expozici středověkého bydlení. První patro je zařízeno ve stylu období kolem roku 1900. Podkroví domu se věnuje slavné žatecké bylinkářce Marii Treben. Pro návštěvníky jsou připraveny i různé aktivity. Mohou si vyzkoušet historické kostýmy, spaní na slamníku, mletí kávy na historickém mlýnku atd. Dům kromě stálých expozic slouží jako kulturní centrum. Konají se zde přednášky, workshopy, výtvarné kurzy, jóga a další akce.

## Galerie

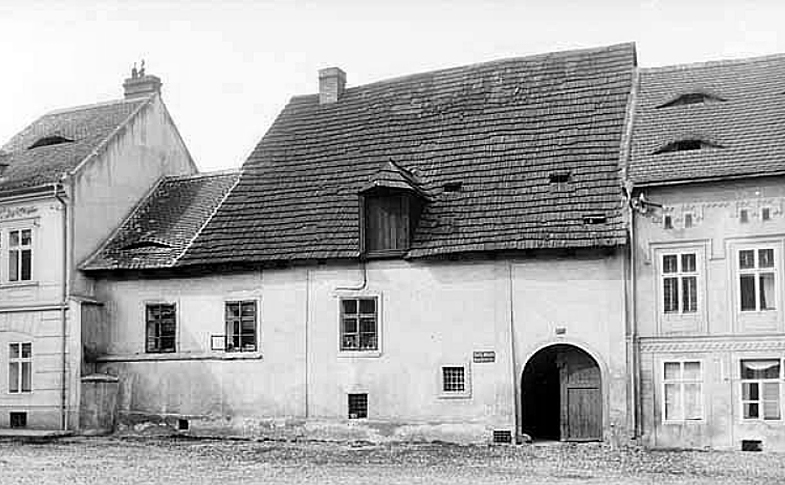
Mederův dům na historické fotografii
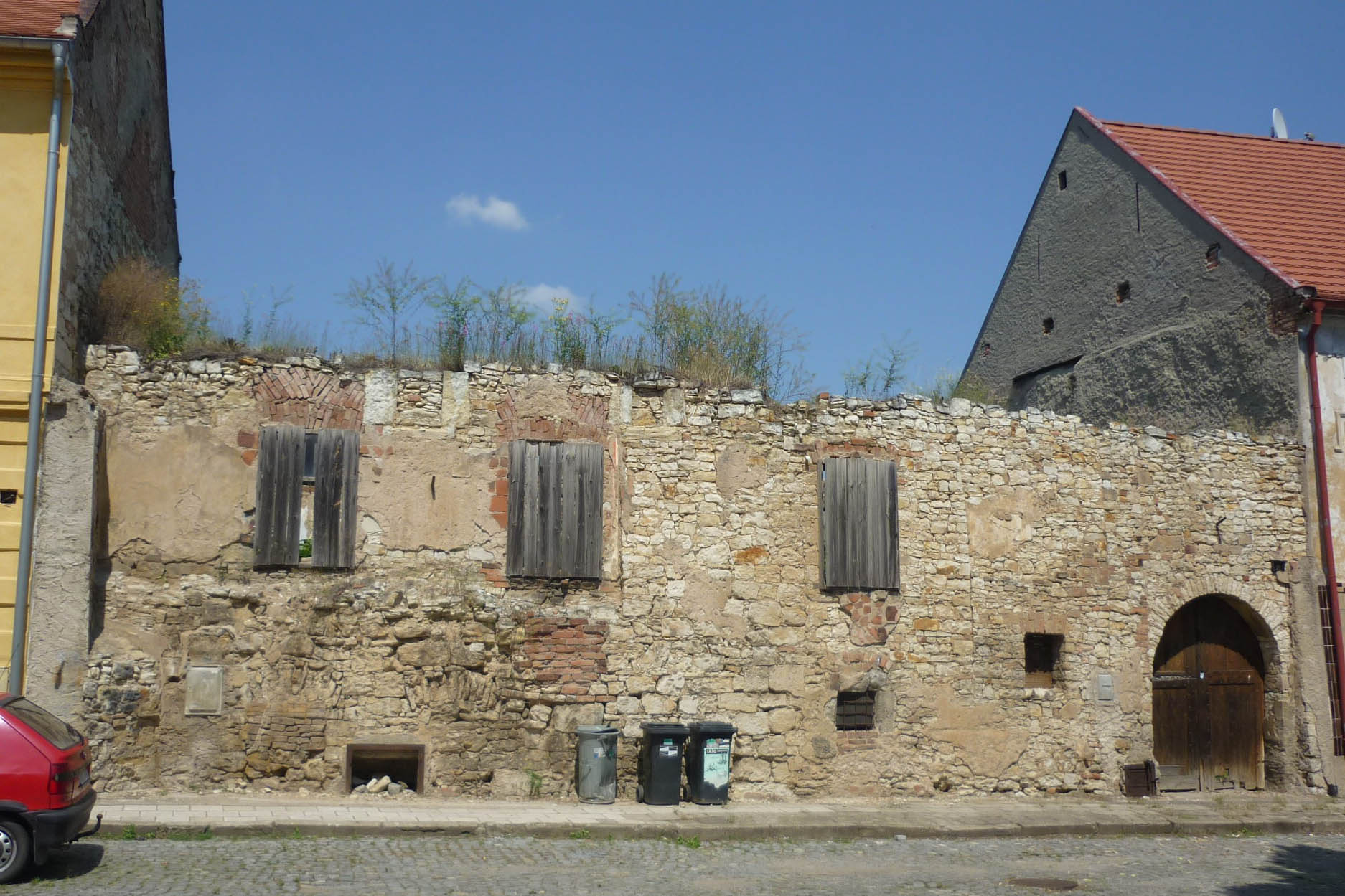
Mederův dům v roce 2013
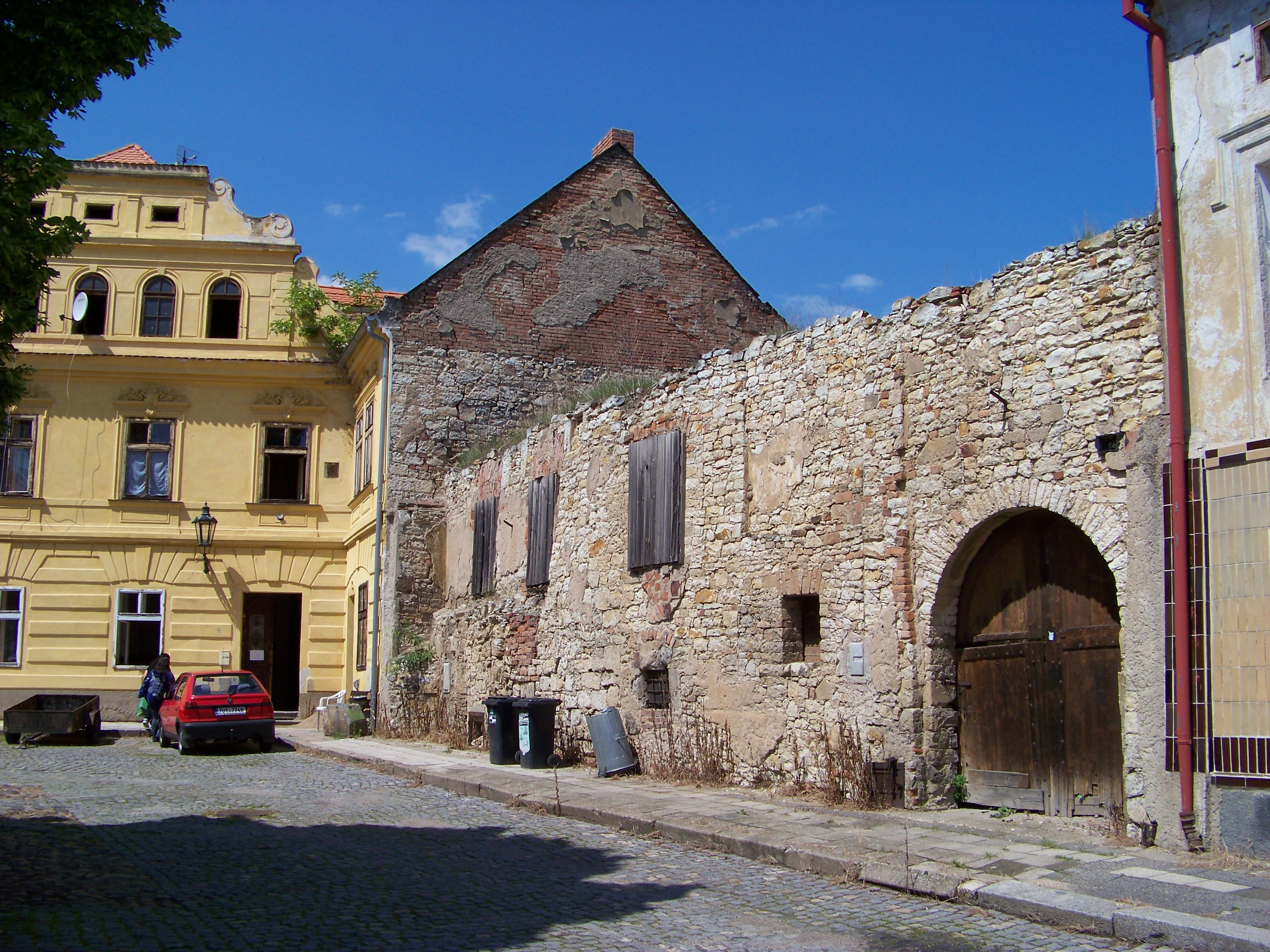
Mederův dům před rekonstrukcí
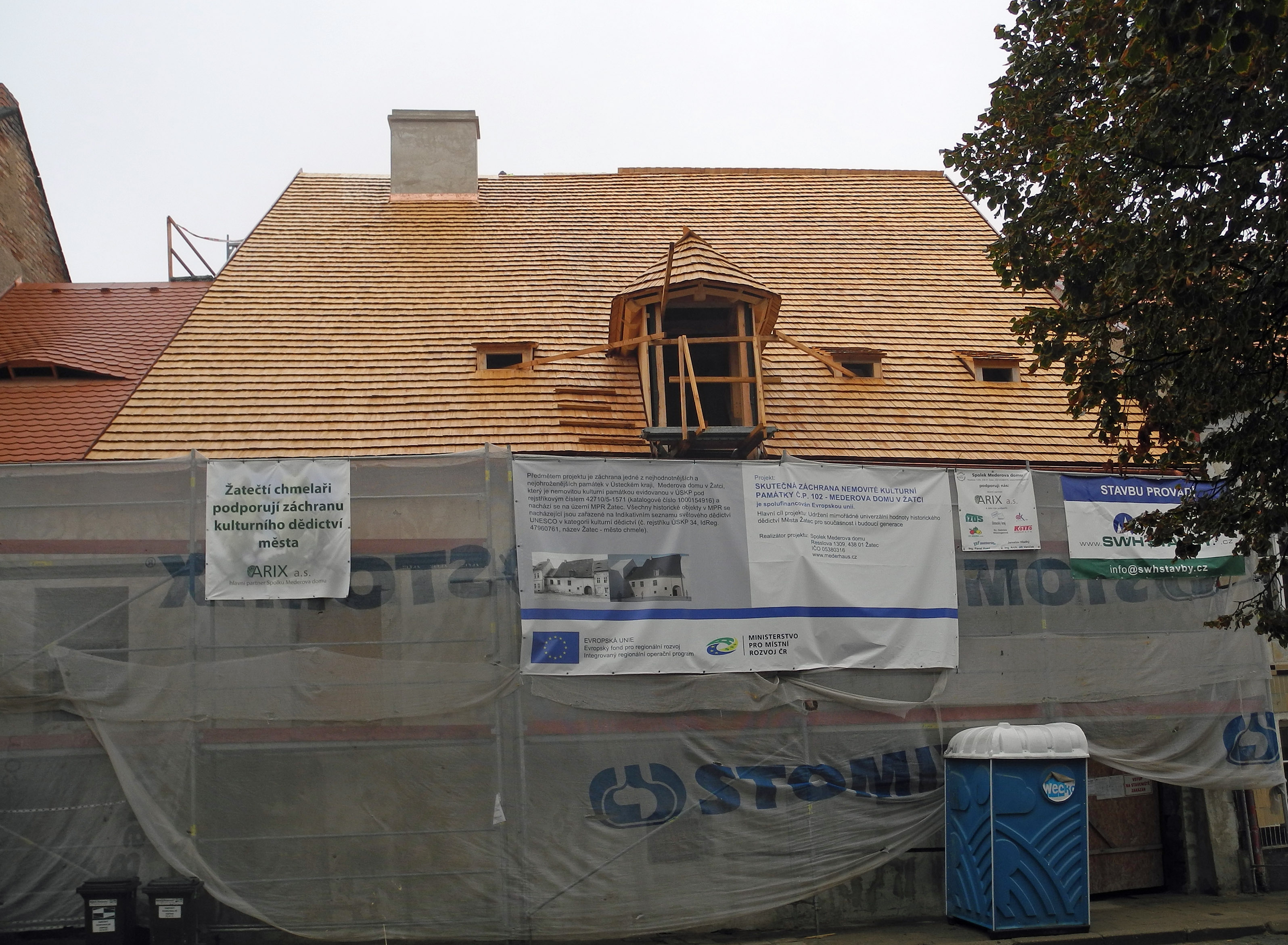
Při rekonstrukci v roce 2019
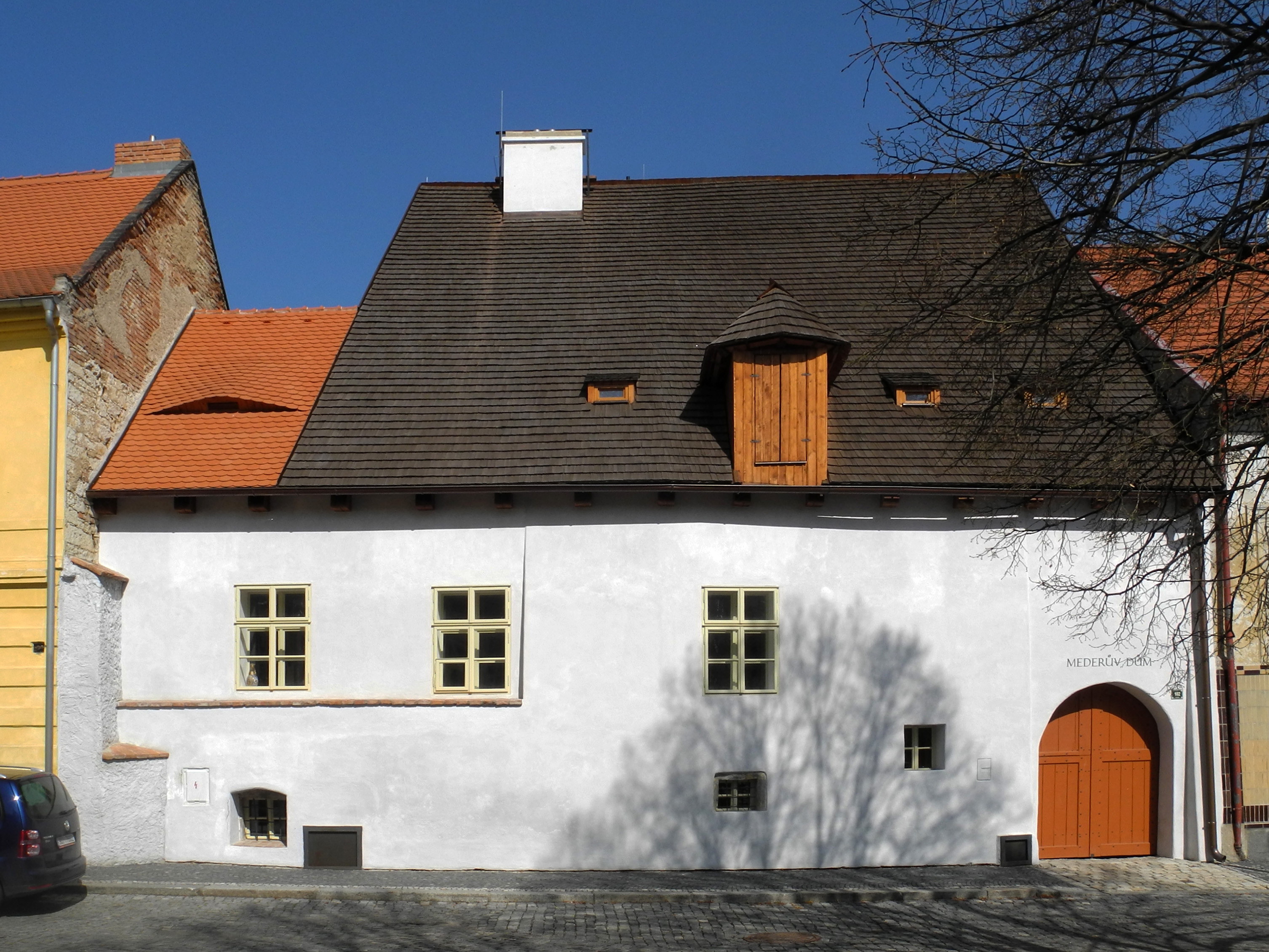
Po rekonstrukci (2022)
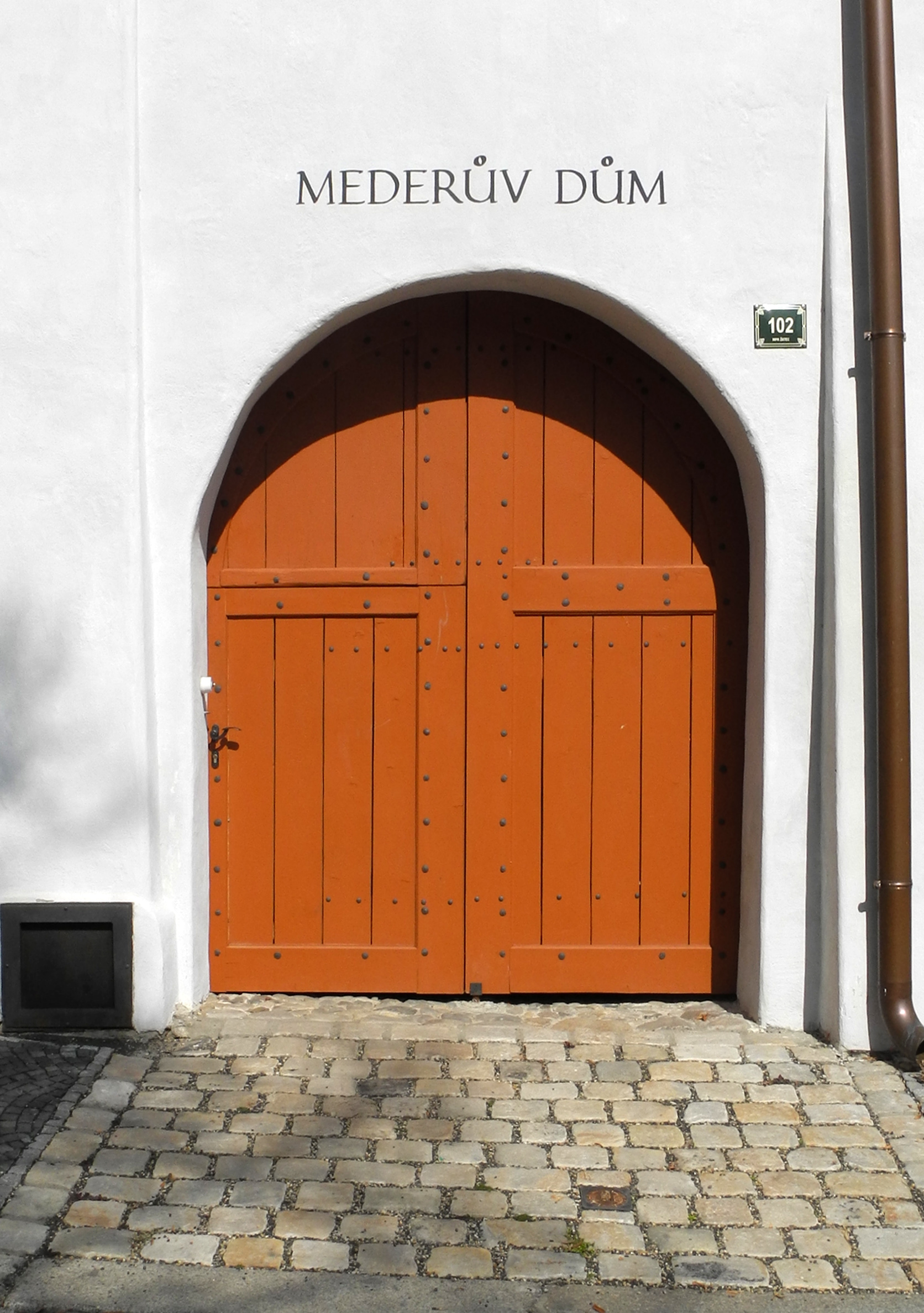
Detail dveří (2022)
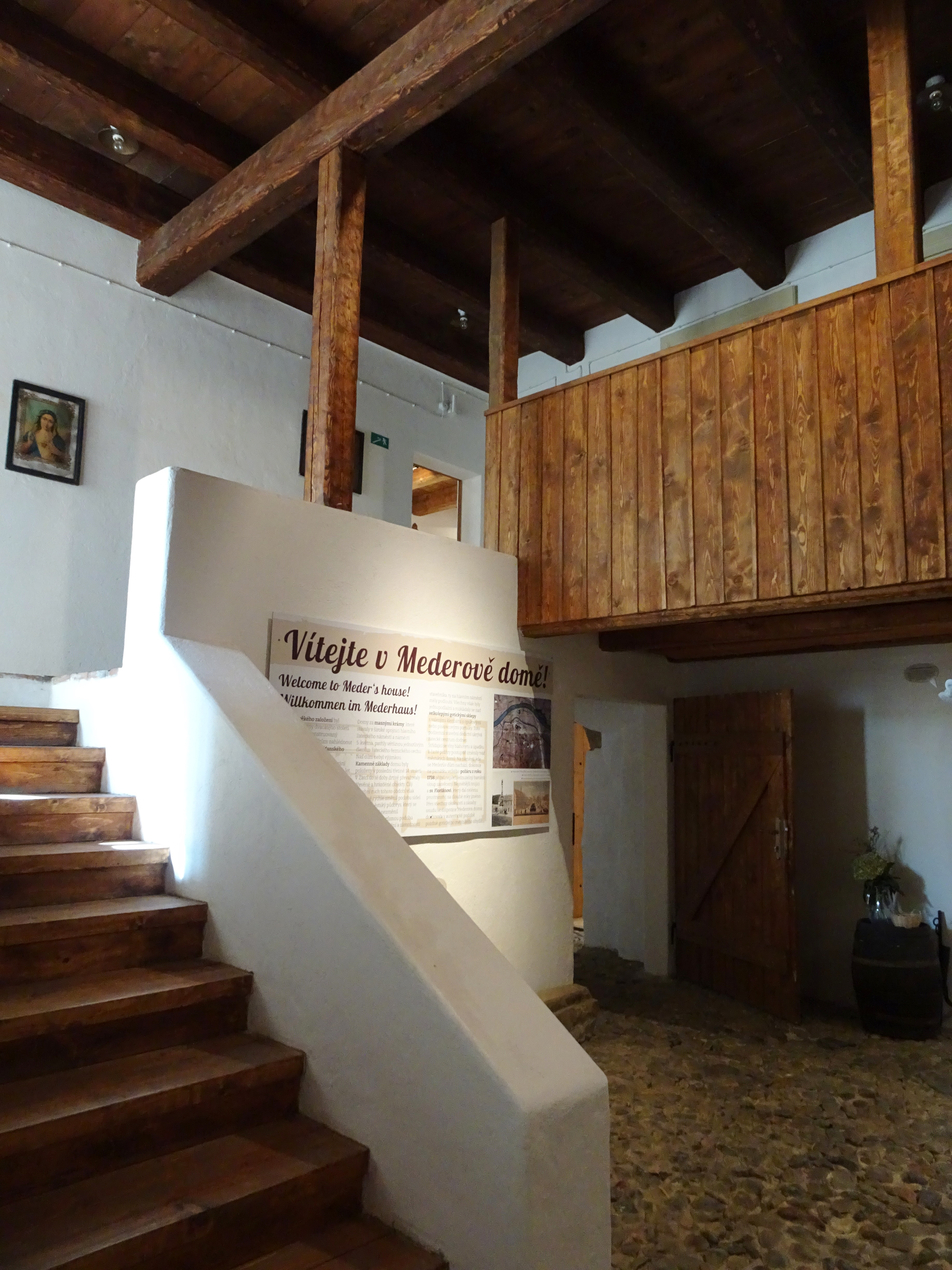
Interiér
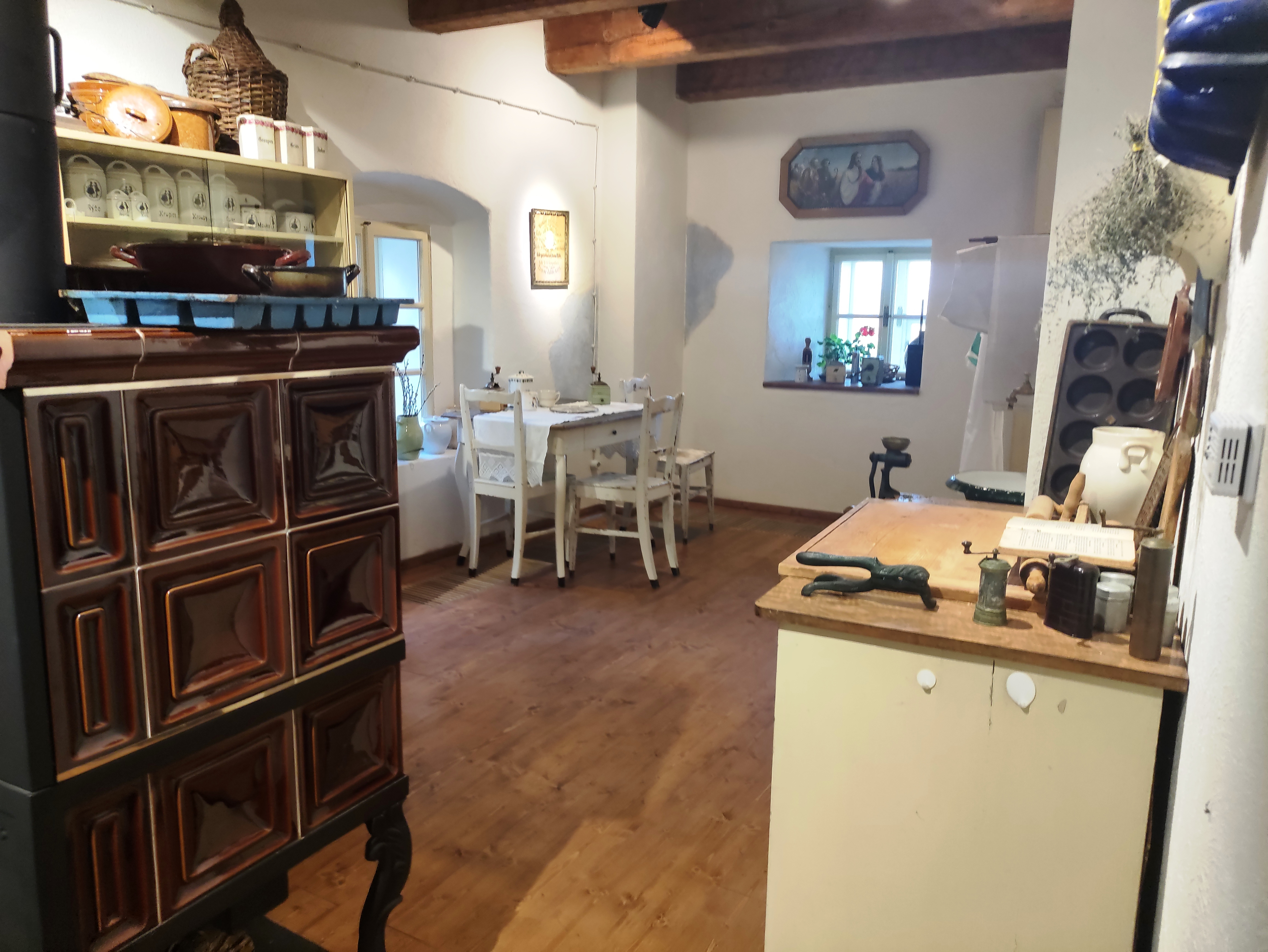
Interiér